# Rajd Dolnośląski 2009
19. Rajd Dolnośląski – 19. edycja Rajdu Dolnośląskiego. Był to rajd samochodowy rozgrywany od 8 do 10 października 2009 roku. Bazą rajdu było miasto Zieleniec. Była to szósta runda Rajdowych Samochodowych Mistrzostw Polski w roku 2009. Rajd składał się z siedemnastu odcinków specjalnych.

## Wyniki końcowe rajdu[1]
| Miejsce | Kierowca             | Pilot               | Samochód                 | Czas      | Strata  | Grupa Klasa | Punkty |
| ------- | -------------------- | ------------------- | ------------------------ | --------- | ------- | ----------- | ------ |
| 1       | Kajetan Kajetanowicz | Jarosław Baran      | Subaru Impreza STi N14   | 1:33:02.5 | -       | N4          | 30     |
| 2       | Maciej Oleksowicz    | Andrzej Obrębowski  | Peugeot 207 S2000        | 1:35:17.0 | +2:14.5 | S2000       | 24     |
| 3       | Michał Bębenek       | Grzegorz Bębenek    | Mitsubishi Lancer Evo IX | 1:35:28.5 | +2:26.0 | N4          | 19     |
| 4       | Bryan Bouffier       | Xavier Panseri      | Mitsubishi Lancer Evo IX | 1:37:22.7 | +4:20.2 | N4          | 12     |
| 5       | Marcin Bełtowski     | Paweł Drahan        | Subaru Impreza STi N14   | 1:39:37.9 | +6:35.4 | N4          | 8      |
| 6       | Marcin Dobrowolski   | Michał Dobrowolski  | Citroën C2 R2 Max        | 1:39:45.0 | +6:42.5 | A6 R2B      | 6      |
| 7       | Robert Kujawski      | Rafał Rzemień       | Renault Clio R3          | 1:40:40.0 | +7:37.5 | A7          | 7      |
| 8       | Tomasz Porębski      | Tomasz Spurek       | Citroën C2 R2 Max        | 1:40:51.7 | +7:49.2 | A6 R2B      | 8      |
| 9       | Jan Chmielewski      | Szymon Gospodarczyk | Citroën C2 R2 Max        | 1:41:13.8 | +8:11.3 | A6 R2B      | 2      |
| 10      | Tomasz Gryc          | Krzysztof Zubik     | Citroën C2 R2 Max        | 1:41:33.8 | +8:31.3 | A6 R2B      | 2      |